# Kollikodon
Kollikodon — викопний ссавець, якого зазвичай вважають членом Australosphenida і тісно пов'язаним з однопрохідними, але альтернативно припускають, що це хараміїд. Він відомий лише з опалізованого фрагмента зуба з одним премоляром і двома молярами, а також фрагмента верхньої щелепи, що містить останній премоляр і всі чотири моляри. Скам'янілості були знайдені у формації Гріман-Крік у Лайтнінг-Рідж, Новий Південний Уельс, Австралія, як і Steropodon.
Коллікодон жив у пізньому крейдяному періоді, під час сеноманського періоду (99—96 мільйонів років тому).
Як і Steropodon, Kollikodon був відносно великим ссавцем для мезозою. Корінні зуби мають довжину близько 5,5 мм і ширину приблизно від 4 до 6 мм. Виходячи з цих даних, потенційна довжина тіла може досягати метра. Якщо припустити точність такого припущення, Kollikodon буде претендентом на звання найбільшого з відомих ссавців мезозою разом з іншими можливими гігантами, такими як Repenomamus, Schowalteria та Bubodens.
Крім розмірів, складно сказати, як виглядав Коллікодон. Безсумнівно, що його зуби спеціалізувалися на подрібненні їжі, можливо, він поїдає молюсків або травоїдних. Опис верхньої щелепи показав, що вона була чітко спеціалізованою, з молярами, поділеними на численні округлі куспули, деякі з яких демонструють ямки, можливо, в результаті роздавлювання твердих предметів.
І Kollikodon, і Steropodon можна знайти в Австралійському музеї в Сіднеї.

## Етимологія
Kollix — давньогрецьке слово (κολλίξ) для булочки. Дивні зуби Коллікодона, якщо дивитися зверху, нагадують гарячі булочки, які традиційно підсмажують і їдять у Страсну п'ятницю.